# Venstre (Norsko)
Venstre (Norsky „levice“) je norská středová liberální strana, která byla v době vzniku samostatného Norska na začátku 20. století jedním z hlavních norských politických uskupení. V současné době je však její volební podpora spíše okrajová. Její název, který doslovně znamená „levice“, je třeba chápat tak, že v době svého založení byla stranou, stojící v opozici vůči pravicové konzervativní straně Høyre.
Liberalismus této strany se projevuje především svým zdůrazňováním individuální svobody. Naproti tomu v ekonomice podporují zachování silného sociálního státu. Od liberálních stran ve většině ostatních evropských zemích se liší svým spíše euroskeptickým postojem.